# Дједоне
Дједоне (фр. Dieudonné) насеље је и општина у североисточној Француској у региону Пикардија, у департману Оаза која припада префектури Санлис.
По подацима из 2011. године у општини је живело 838 становника, а густина насељености је износила 80,73 становника/km². Општина се простире на површини од 10,38 km². Налази се на средњој надморској висини од 85 метара (максималној 170 m, а минималној 71 m).

## Демографија
| 1962. | 1968. | 1975. | 1982. | 1990. | 1999. | 2011. |
| ----- | ----- | ----- | ----- | ----- | ----- | ----- |
| 149   | 151   | 260   | 668   | 791   | 836   | 838   |

График промене броја становника у току последњих година